# ラヴァ合意
ラヴァ合意（ラヴァごうい、ロシア語: Рáвское соглашéние）は、1698年8月10日から8月14日まで交渉された、ピョートル1世とポーランド王兼ザクセン選帝侯アウグスト2世の間の同盟。交渉はピョートル1世の大使節団の帰途、ラヴァ＝ルスカで行われた。

## 背景
大使節団の道中、ピョートル1世はアウグスト2世の代表と2度予備交渉を行った。1度目はアムステルダムにいるボーゼ（Бозе）と、2度目はウィーンにいるカルロヴィッチ（Карловичем）とであった。この極秘会談において、まずスウェーデン領バルト地方の獲得を目指す同盟の結成について話し合われた。アウグスト2世のポーランド人取り巻きは提案について何の疑義ももたず、両国とも同盟の結成に前向きだった。もしバルト地方の獲得に成功すると、ロシアにとってはバルト海岸、ひいてはヨーロッパを目指す第一歩となり、アウグスト2世にとってもリヴォニアを得ることで共和国における地位を向上させる狙いがあった。

## 影響
大使節団が露土戦争の同盟国探しに失敗したことで、ピョートル1世は外交政策の方針転換を敢行した。ラヴァでの交渉の後、ロシアの外交は大きく変わったが、ラヴァでの口約束は大きく意味をなさなかった。アウグスト2世のポーランドにおける地位はまだまだ不安定であり、ピョートル1世も対オスマン戦争が終わる前に開戦したくなかった。
反スウェーデン同盟の交渉はデンマークの北方同盟を巻き込んでモスクワで再開、1699年11月21日のプレオブラジェンスコエ条約という成果をもたらした。